# Casiquiare

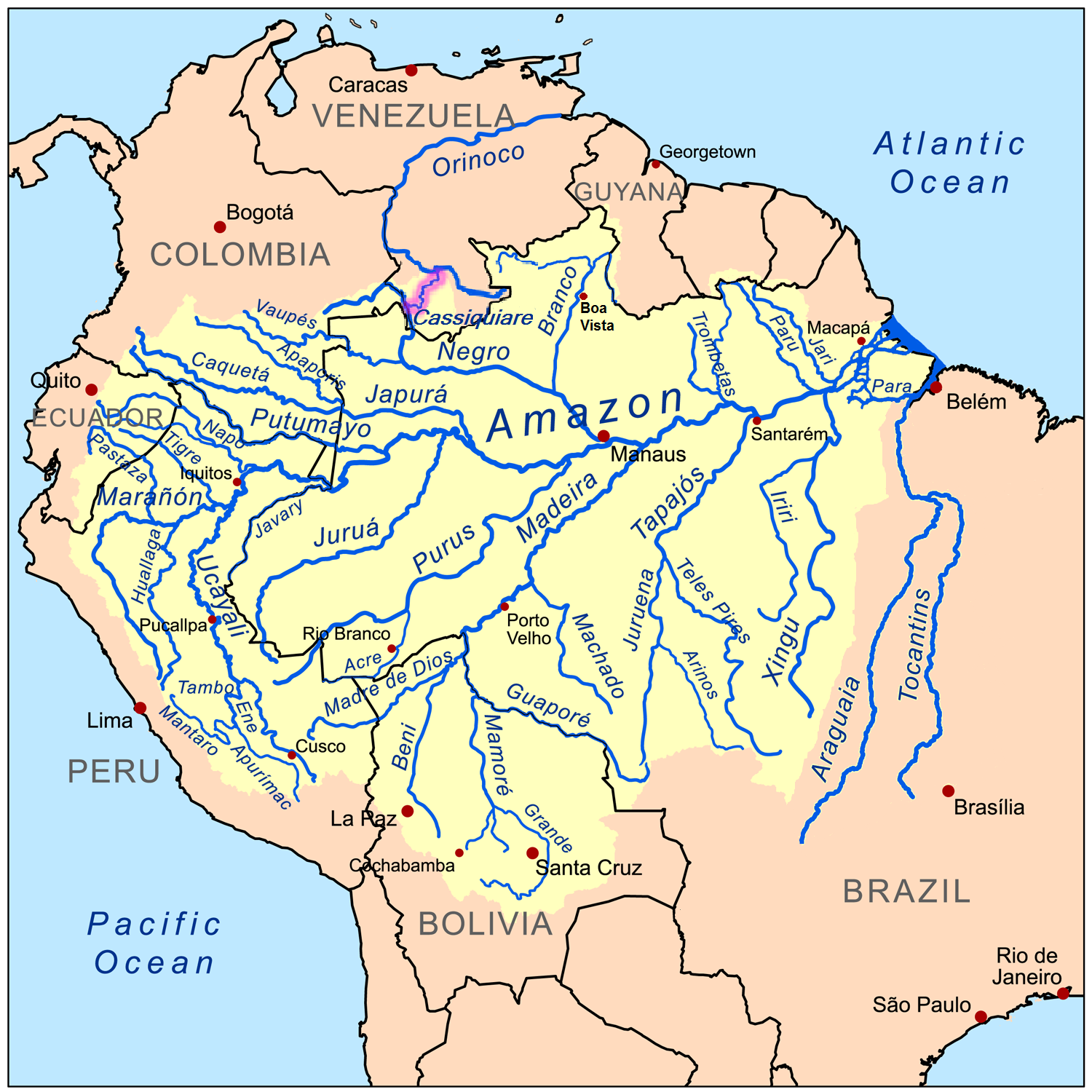

Casiquiare (Brazo Casiquiare) – rzeka płynąca w Wenezueli, w dolinie pomiędzy Orinoko a Rio Negro, przez którą łączy się z Amazonką. Ma długość 225 km, silnie meandruje. Liczne odnogi płyną w wielu kierunkach, często zmiennych. Tworzy się w górnym biegu Orinoko poprzez bifurkację. Jest to jedyna rzeka na całym świecie, która łączy dwa duże dorzecza.

Jest żeglowna.